# Iasne, Novhorod-Siverskîi
Iasne (în ucraineană Ясне) este un sat în comuna Ceaikîne din raionul Novhorod-Siverskîi, regiunea Cernihiv, Ucraina.

## Demografie
Componența lingvistică a localității Iasne
     Rusă (54,76%)
     Ucraineană (45,24%)
Conform recensământului din 2001, majoritatea populației localității Iasne era vorbitoare de rusă (54,76%), existând în minoritate și vorbitori de ucraineană (45,24%).